# Батоги злаколисті
Батоги злаколисті, хондрила злаколиста (Chondrilla graminea) — вид рослин з родини айстрових (Asteraceae), поширений у південно-східній Європі, західному Сибіру й Гімалаях.

## Опис
Дворічна рослина 30–100 см заввишки. Внутрішні листочки обгортки по середній жилці з короткими і рідкісними щетинками. Кошики 11-квіткові

## Поширення
Поширений у південно-східній Європі, західному Сибіру й Гімалаях.
В Україні вид зростає на пісках, в соснових лісах, іноді на полях як бур'ян — на півдні Полісся, в Лісостепу і Степу.

## Використання
Каучуконосна рослина.